# 1584 Fuji
1584 Fuji è un asteroide della fascia principale del diametro medio di circa 21,7 km. Scoperto nel 1927, presenta un'orbita caratterizzata da un semiasse maggiore pari a 2,3766171 UA e da un'eccentricità di 0,1941555, inclinata di 26,64270° rispetto all'eclittica.
L'asteroide è dedicato al Monte Fuji, la vetta più alta del Giappone.